# Miha Artnak (oblikovalec)
Miha Artnak, slovenski oblikovalec vizualnih komunikacij in podjetnik, * 10. marec 1983
Je soustanovitelj kolektiva ZEK, oblikovalskega studia Ljudje in Pop-up Doma. Diplomiral je na Akademiji za likovno umetnost in oblikovanje v Ljubljani.

## Delo in kariera

### ZEK
Leta 2001 je Artnak soustanovil kolektiv ZEK, ki posega tudi na področja konceptualne umetnosti, grafičnega oblikovanja in street arta. Kolektiv pravi o sebi: “ZEK je kolektiv ljudi s čudnimi znanji.” Kolektiv je postal razvpit in priljubljen zaradi svojega edinstvenega sloga in pristopa do grafitov in kasneje tudi v likovni umetnosti. Leta 2012 so imeli razstavo v zapuščenem bombnem zaklonišču.

### Pop-up Dom
Leta 2012 je soustanovil Pop-up Dom, začasno platformo, kjer pomagajo prodajat proizvode mladih kreativcev. Je platforma za predstavitev, razstave, prodajo in razvoj slovenskega oblikovanja. Urejena je kot bivalno in delovno okolje z uporabo oblikovalskih del mladih oblikovalcev za gostovanje različnih izobraževalnih in kulturnih prireditev. Leta 2014 je Pop-up Dom imel razstavo tudi v Benetkah. Po številnih ponovitvah doma in v tujini zdaj služi kot platforma za povezovanje in informiranje.

### Studio Ljudje
Leta 2012 je soustanovil strateški oblikovalski studio Ljudje, ki ga sestavljajo interdisciplinarni oblikovalci, umetniki, programerji, strategi, filozofi, sociologi in pisatelji, ki so v prvi vrsti vključeni v oblikovalski proces, strategijo in komunikacijo. Strankam na področju grafičnega oblikovanja, oblikovanja identitete, komuniciranja in uporabniške izkušnje pomagajo, da se pri svojih projektih osredotočajo na bistvo in ustvarjajo ključne spremembe. Studio je med drugim ustvaril delo za Muzej za arhitekturo in oblikovanje, Klub K4, Flaviar Inc, GoOpti in d.Labs. Eden njihovih največjih projektov je bila izdelava vizualne identitete 26. bienala oblikovanja v Ljubljani, BIO 26, za katero so leta 2019 prejeli nagrado Brumen Grand Prix. Začeli so tudi z organiziranjem oblikovalskih tečajev za novo generacijo.

### Planetarne zastave
Januarja 2013 je Artnak s Srdjanom Prodanovićem oblikoval zastavo za Planetarno civilizacijo. Miha je nadaljeval z raziskavo in jo oblikoval v sistem.

### Poligon
Leta 2014 je soustanovil prvi ustvarjalni center Poligon v Sloveniji, neodvisno platformo za razvoj neprofitnih in profitnih projektov z namenom opolnomočenja samozaposlenih in samostojnih podjetnikov.

## Nagrade
Na začetku svoje oblikovalske kariere je dobil nagrado Identity: Nagrada Best of the Best (2005), Etudiants, tous à Chaumont! Nagrada (2004), Magdalena za najboljšega novinca (2003).  Kot oblikovalec je prejel več glavnih nagrad Brumen (2009, 2015 in 2019).